# Елизавета Лотарингская

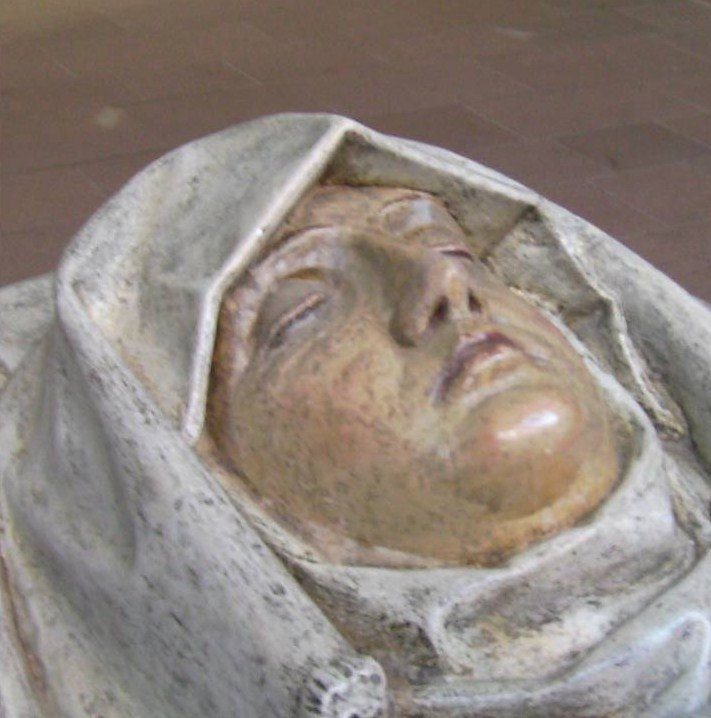

Елизавета Лотарингская (нем. Elisabeth von Lothringen, Gräfin von Nassau-Saarbrücken; ок. 1395, Лотарингия — 17 января 1456, Саарбрюккен) — регент графства Нассау-Саарбрюккен в 1429—1438 годах. Известна также как писательница и переводчица, поспособствовавшая распространению куртуазной литературы в средневековой Германии.

## Жизнь и творчество
Елизавета была дочерью Ферри Лотарингского, графа де Водемона (1368—1415) из Водемонской династии и его супруги, Маргариты де Жуанвиль (1354—1418).
В 1412 году она становится второй женой графа Нассау-Саарбоюккена Филиппа I. После смерти супруга в 1429 году Елизавета вплоть до 1438 года управляет Нассау как графиня-регент от имени своего малолетнего сына, Филиппа II (1418—1492).
Графиня показала себя искусным политиком, сумевшим сохранить в то неспокойное время в целостности всю территорию Нассау-Саарбрюккена, разбросанную по различным регионам Лотарингии, Саара, Таунуса и юго-западной Германии. Поддерживала дружественные отношения со всеми своими соседями. Годы её правления для центра графства, Саарбрюккена, стали периодом расцвета. Город превратился в подлинную монаршью резиденцию, с графским замком на скалах у берегов реки Саар в его центре. Ранее в графстве отсутствовало единое центральное управление, правители его должны были лично объезжать разбросанные по различным регионам владения для наблюдения и контроля.
Графиня Елизавета известна также своей литературной деятельностью. Она к 1437 году перевела со старофранцузского языка на ранненововерхненемецкий язык и переработала четыре рыцарских романа — Eudes Herpin von Bourges, Sibille, Loher und Maller, Hug Schapler.
В 1439 году Елизавета Лотарингская разделила свои наследственные владения между сыновьями. Территории на правом берегу Рейна должны были отойти к старшему сыну Филиппу, графу Нассау-Вейльбург, земли левее Рейна — к младшему сыну Иоганну, графу Нассау-Саарбрюккен. Иоганн, в отличие от своего брата, активно помогал матери в её литературных занятиях. Кроме прочего, он приказал изготовить роскошные издания рукописных манускриптов, содержащих рыцарские романы, переведённые и адаптированные своей матерью. Ныне эти материалы и первопечатные их издания хранятся в библиотеках Вольфенбюттеля (библиотека герцога Августа) и Гамбурга (Государственная и университетская библиотека).

## Издания
- Ein lieplichs lesen vnd ein warhafftige Hystorij wie einer der da hieß Hug schäpler vnd wz metzgers gschlecht ein gewaltiger küng zu Franckrich ward, Grüninger, Straßburg 1500 (Инкунабула, im Besitz der Staats- u. Univ.-Bibl. Hamburg)
- Ein schöne warhaftige hystory von Keiser Karolus sun genant Loher oder Lotarius : wie er verbant ward siben iar vß dem künigreich vnd wie er sich die selbig zeit so ritterlich bruchte, Grieninger, Straßburg 1514 (Druck im Besitz der Staats- u. Univ.-Bibl. Hamburg)
- Ein Schöne vnnd warhaffte History von dem teüren geherczten vnd manhafftigen Huge Schappler … Von newen getruckt. Grübninger, Straßburg 1537 (Druck im Besitz der Staats- u. Univ.-Bibl. Hamburg)
- Hermann Urtel (изд.): Der Huge Scheppel der Gräfin Elisabeth von Nassau-Saarbrücken nach der Handschrift der Hamburger Stadtbibliothek. Gräfe, Hamburg 1905 (Nachdruck: Ruland & Raetzer, Saarbrücken 2007, ISBN 3-9811546-0-6)